# 德国文化
德國文化（德語：Kultur Deutschlands）是指德國與德國人創造的文化。德国文化受欧洲知识分子和潮流影响颇深，对世界文化贡献良多。在历史上，德国被称为诗人与思想家之地（德語：Das Land der Dichter und Denker）。
至今德国科学家一共获得了超过60项诺贝尔物理、化学和生理医学奖，著名科学家有爱因斯坦，马克斯·普朗克，卡尔·弗里德里希·高斯等等。德国是导弹、火箭的发源地，也是现代计算机技术的创始人冯·诺伊曼的祖国。德国官方语言是德语，属于印欧语系、日耳曼语族。
德国工人运动和社会主义的传统深厚，19世纪在德国诞生了世界上第一个马克思主义政党德意志社会民主工党。20世纪30年代，在希特勒策动下，德国成为国家社会主义和第二次世界大战的发源地。德国法典是有世界重大影响的法典，它和法国《拿破仑法典》构成大陆法系的基石。

## 語言
现代德语方言分为中部德语和上德语两部分，标准德语以中部德语为基础。德国南部的方言属于上德语，如施瓦本方言、巴伐利亚方言、黑森方言等。

## 哲学

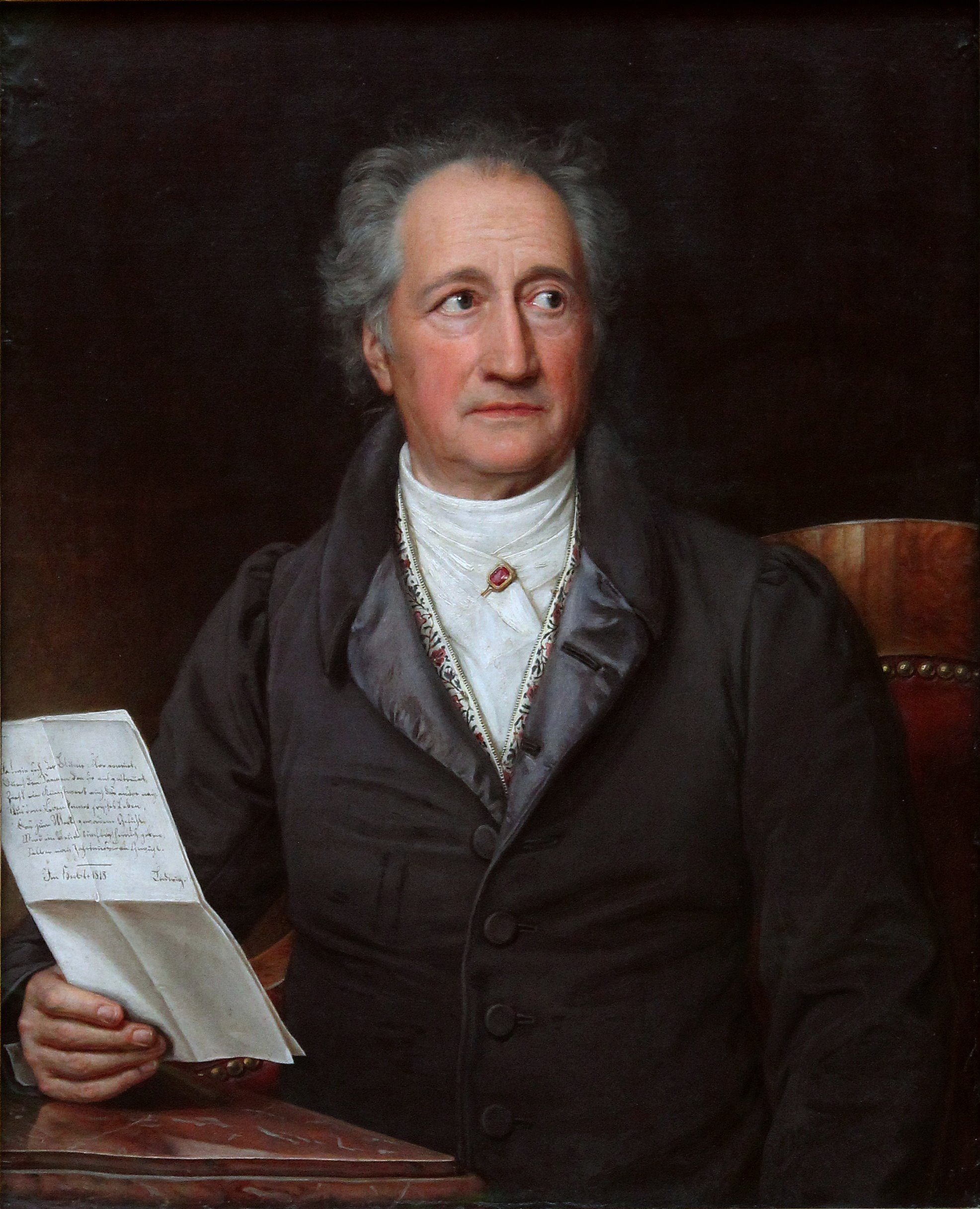
歌德（1749年－1832年）

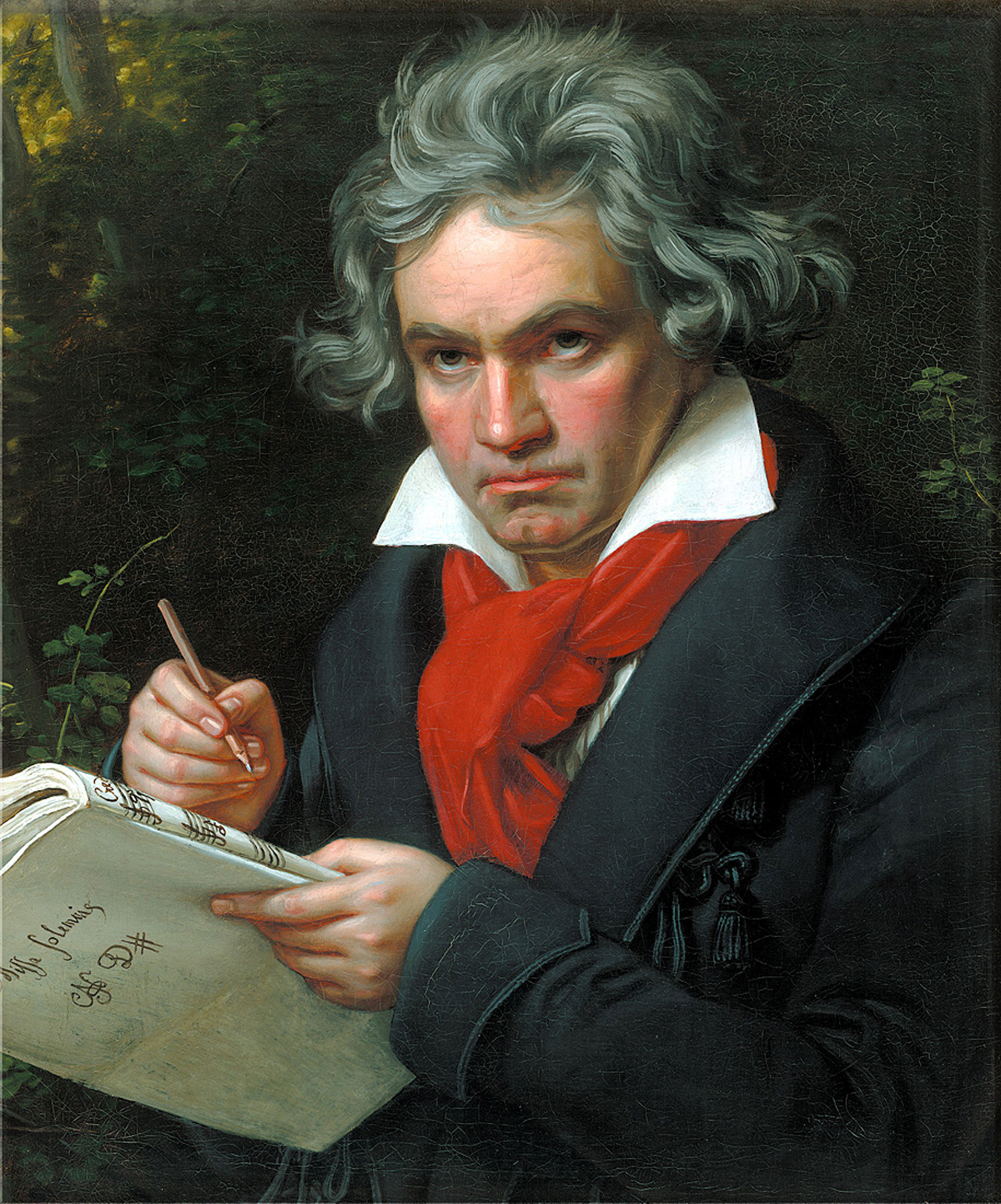
贝多芬（1770年－1827年）

彭偉倫哲学史上影响深远的人物有库萨的尼各老、莱布尼茨、康德、黑格尔、费尔巴哈、马克思、叔本华、尼采、埃德蒙德·胡塞尔和海德格尔。德国是许多重要哲学流派的发源地，如德国唯心论，以及马克思和恩格斯创立的马克思主义。以阿多诺和霍克海默为代表的法兰克福学派，提出的批判理论是20世纪重要的哲学理论，哈贝马斯是法兰克福学派的继承者和当代德国最重要的哲学家之一。

## 文学
德语文学的历史可以追溯到中世纪，当时的代表人物如诗人瓦尔特·冯·德·福格尔魏德。德国最杰出的作家有歌德、海涅、席勒和格林兄弟等，多位文学家在20世纪获得诺贝尔文学奖，他们是特奥多尔·蒙森（1902年）、保罗·海泽（1910年）、格哈特·霍普特曼（1912年）、托马斯·曼（1929年）、赫尔曼·黑塞（1946年）、海因里希·伯尔（1972年）和君特·格拉斯（1999年）。

## 音乐
德国是音乐家的摇篮，为古典音乐贡献了多位世界级的音乐家，包括巴赫和古典主义音乐最重要代表人物之一的贝多芬。其他世界知名的作曲家还有亨德尔、克拉拉·舒曼、罗伯特·舒曼、瓦格纳、勃拉姆斯、理查德·施特劳斯、泰勒曼、马克斯·雷格、奥尔夫、保罗·兴德米特、汉斯·维尔纳·亨策和卡尔海因茨·施托克豪森等。

## 博物馆
德国境内拥有超过6000家博物馆，其中包括私人展览、公共展览、宫殿和花园。慕尼黑的德意志博物馆是全世界最大的自然科学技术博物馆，巴伐利亚纽伦堡的日耳曼国家博物馆拥有从史前、古代一直到现今的最重要文化和艺术收藏之一，而首都柏林则凭借博物馆岛及其它不计其数的世界级博物馆构成了博物馆业的重心。汽车类博物馆则有保时捷（Posche）、大众（Volkswagen）等。

### 知名博物馆

#### 德国类
- 德意志博物馆
- 联邦德国历史博物馆
- 历史博物馆
- 自然博物馆

#### 民族类

##### 犹太人类
- 柏林犹太博物馆

##### 日耳曼人类
- 日耳曼国家博物馆

#### 汽车类
- 宝马博物馆
- 保时捷博物馆
- 奔驰博物馆[2]
- 大众博物馆[2]

#### 多个博物馆组成
- 博物馆岛（多个博物馆）

## 飲食
德國在傳統飲食上依地域而有所不同。在飲食文化上，德國飲食習慣與其鄰近西歐國家皆有相關聯性。如位於德國东南南侧的巴伐利亞州的美食，即深受鄰國瑞士及奧地利影響。此外，外來移民族群也將其飲食文化引入，如土耳其的Döner店林立於德國當地。主要肉品選擇以豬、牛、雞肉及火雞肉為大宗。普遍上，肉食皆搭配特別調製的醬汁一起食用。近年來，追求蔬食主義的人口比例慢慢在增加中。德國連鎖食物零售超市侷限於四家供應商，其市場佔85%，分別為埃德卡、雷弗、奥乐齐及史瓦士集團下的利多和考夫兰特。其中，奥乐齐、利多和考夫兰特屬廉價連鎖超市品牌。

## 節日
德國的傳統節日深受基督教與在地民俗交織的影響，依各邦與地區亦有不同形式。其中聖誕節期間的慶典尤具代表性，例如12月5日晚間舉行的坎卜斯之夜和12月6日的聖尼古拉節。此外具代表性的節日還包括2月的狂歡節、10月的慕尼黑啤酒節和11月的聖馬丁節。德國的節慶不僅體現地方風俗，也融合了歷史、宗教與現代娛樂文化。

### 知名節日

#### 2月
- 狂歡節

#### 5月
- 五朔節

#### 10月
- 慕尼黑啤酒節

#### 11月
- 聖馬丁節

#### 12月
- 坎卜斯之夜
- 聖尼古拉節
- 聖誕節